# Leptopelis kivuensis
Leptopelis kivuensis là một loài ếch thuộc họ Hyperoliidae.
Loài này có ở Burundi, Cộng hòa Dân chủ Congo, Rwanda, và Uganda.
Môi trường sống tự nhiên của chúng là đầm nước nhiệt đới hoặc cận nhiệt đới, vùng núi ẩm nhiệt đới hoặc cận nhiệt đới, đầm lầy, và đầm nước ngọt có nước theo mùa.
Chúng hiện đang bị đe dọa vì mất môi trường sống.